# Doug Clement
Doug Clement, född 15 juli 1933, är en friidrottare från Kanada. Han deltog vid v och olympiska sommarspelen 1956.